# Bookcrossing
Bookcrosing (eng. Bookcrossing) je praksa ostavljanja knjiga na javnim mjestima, da bi je netko drugi uzeo, pročitao i proslijedio dalje. Izraz je izveden od imena internetske stranice BookCrossing.com, koja je započela ovu praksu.

## Proces
Osobe koje žele sudjelovati u bookcrossingu naprave profil na BookCrossing.com. Potom mogu registrirati neku knjigu koju daruju. Registracijom se dobiva jedinstveni broj „Bookcrosing ID“ (BookCrossing ID - BCID) pomoću koga se može pratiti kretanje knjige. Knjiga se obilježi brojem i adresom internetske stranice i ostavi na javnom mjestu (najčešće predvorje knjižnica) ili nekome pokloni.
Sljedeći čitatelji knjige (koji je pronađu) mogu otići na internetsku stranicu i zabilježiti svoju lokaciju i dojmove o knjizi po njenom jedinstvenom broju. Tako se dobiva dnevnik, koji govori kuda je knjiga sve putovala i tko ju je čitao.

## Povijest
Ron Hornbaker došao je ideju onoga, što je danas poznato kao Bookcrossing u ožujku 2001. Oko četiri tjedna kasnije, 17. travnja, pokrenuo je interentsku stranicu, koja se proširila širom svijeta. U travnju 2003. bilo je preko 113,000 članova. Godine 2004., rječnik "Oxford Dictionary" uključio je riječ "bookcrossing" u popis riječi. U ožujku 2012., članstvo je premašilo milijun članova, a registrirano je 8,5 milijuna knjiga. 
U srpnju 2007., Singapur je postao prva službena Bookcrossing zemlja na svijetu. Inicijativu je pokrenula Nacionalna knjižnica Singapora s više od 2,000 mjesta u zemlji, gdje se mogu naći knjige vezane za bookcrossing.

## U Hrvatskoj
BookCrossing je imao dobar početak u Hrvatskoj 2004. godine, zahvaljujući Velimiru Šubertu. Prisutan je u Zagrebu, Splitu, Rijeci, Bjelovaru, Svetom Ivanu Zelini, Puli, Poreču, Osijeku, Labinu, Dubrovniku i drugdje, najviše u knjižnicama.